# Ухтинський міський округ
міський округ Ухта́ (рос. городской округ Ухта, комі Вуктыл каркытш) — адміністративна одиниця Республіки Комі Російської Федерації.
Адміністративний центр — місто Ухта.

## Населення
Населення району становить 118987 осіб (2017; 121701 у 2010, 127362 у 2002, 142189 у 1989).
Національний склад (станом на 2010 рік):
- росіяни — 93112 осіб (76,51 %)
- комі — 9100 осіб (7,48 %)
- українці — 4710 осіб (3,87 %)
- татари — 1242 особи (1,02 %)
- білоруси — 1230 осіб (1,01 %)
- азербайджанці — 756 осіб (0,62 %)
- чуваші — 749 осіб (0,62 %)
- німці — 607 осіб (0,50 %)
- інші — 10195 осіб

## Адміністративно-територіальний поділ
На території району 5 міських та 3 сільських поселень:
| Поселення                       | Площа, км² | Населення, осіб (1989) | Населення, осіб (2002) | Населення, осіб (2010) | Центр    | Населені пункти |
| ------------------------------- | ---------- | ---------------------- | ---------------------- | ---------------------- | -------- | --------------- |
| Боровське міське поселення      | 1939,61    | 3129                   | 2088                   | 1643                   | Боровий  | 2               |
| Водненське міське поселення     | 1444,70    | 8546                   | 6821                   | 6508                   | Водний   | 3               |
| Ухтинське міське поселення      | 4810,73    | 112876                 | 103340                 | 99591                  | Ухта     | 1               |
| Шудаязьке міське поселення      | 56,33      | 4275                   | 3625                   | 3411                   | Шудаяг   | 1               |
| Ярезьке міське поселення        | 1303,23    | 10863                  | 9411                   | 8716                   | Ярега    | 3               |
| Кедвавомське сільське поселення | 851,11     | 554                    | 473                    | 332                    | Кедвавом | 4               |
| Кемдінське сільське поселення   | 2008,89    | 713                    | 531                    | 484                    | Кемдін   | 4               |
| Сед'юське сільське поселення    | 1158,42    | 1233                   | 1073                   | 1016                   | Сед'ю    | 2               |

## Найбільші населені пункти
| № | Населений пункт | Населення, осіб (1989) | Населення, осіб (2002) | Населення, осіб (2010) |
| - | --------------- | ---------------------- | ---------------------- | ---------------------- |
| 1 | Ухта            | 112 876                | 103 340                | 99 591                 |
| 2 | Ярега           | 10 863                 | 8 512                  | 7 806                  |
| 3 | Водний          | 8 198                  | 6 634                  | 6 382                  |
| 4 | Шудаяг          | 4 275                  | 3 625                  | 3 411                  |
| 5 | Боровий         | 2 635                  | 1 916                  | 1 560                  |